# Behind the Mask (Yellow Magic Orchestra)
Behind the Mask è un brano musicale del 1980 del gruppo musicale giapponese Yellow Magic Orchestra. La canzone, originariamente eseguita solo in versione strumentale, composta da Ryūichi Sakamoto per una commissione nel 1978, è stata poi re-interpretata dal gruppo Yellow Magic Orchestra per il loro album Solid State Survivor (1979), con l'aggiunta del testo scritto da Chris Mosdell.

## Tracce
- 7" (USA)

1. Behind the Mask – 3:35
2. Citizens of Science – 4:33

- 12" (UK)

1. Behind the Mask – 3:35
2. Yellow Magic (Tong Poo) – 6:20
3. La Femme Chinoise – 6:05

## Versione di Greg Phillinganes
Il tastierista Greg Phillinganes ha inciso una sua cover nel 1985, pubblicandola come singolo estratto dall'album Pulse.

### Tracce
- 7"

1. Behind the Mask – 4:07
2. Only You – 6:16

- 12"

1. Behind the Mask – 6:27
2. Behind the Mask (instrumental) – 5:13
3. Only You – 6:16

## Versione di Eric Clapton
Il musicista britannico Eric Clapton ha inciso il brano, pubblicandolo come singolo nel 1987 includendolo nell'album August.

### Tracce
- 7" (UK)

1. Behind the Mask (edit) – 3:38
2. Grand Illusion – 4:30

- 12" (UK)

1. Behind the Mask (LP version) – 4:47
2. Grand Illusion – 4:30
3. Wanna Make Love to You – 5:36

### Formazione
- Eric Clapton – chitarra, voce
- Phil Collins – batteria, percussioni, cori
- Nathan East – basso
- Katie Kissoon – cori
- Tessa Niles – cori
- Greg Phillinganes – tastiera, cori

### Classifiche
| Classifica (1987) | Posizione raggiunta |
| ----------------- | ------------------- |
| Regno Unito       | 15                  |